# Ennsdorf
Ennsdorf là một thị trấn ở huyện Amstetten trong bang Niederösterreich ở nước Áo. Đô thị này có diện tích 7,69 km², dân số năm 2001 là 2565 người. Ennsdorf nằm bên sông Enns.